# The Conversation (1974)
The Conversation is een Amerikaanse paranoiathriller uit 1974 van regisseur Francis Ford Coppola. Deze werd genomineerd voor Academy Awards voor beste film, beste scenario en beste geluid. Hoewel de film geen van deze nominaties verzilverde, 'verloor' Coppola in de categorie beste film van het eveneens door hemzelf geregisseerde The Godfather Part II.
The Conversation won wel elf andere filmprijzen, waaronder BAFTA Awards voor beste montage en beste filmmuziek, de Gouden Palm op het Filmfestival van Cannes en National Board of Review Awards voor beste Engelstalige film, beste regisseur en beste acteur (Gene Hackman).

## Verhaal
Harry Caul is een professionele afluisteraar. Hij is de beste in zijn vak en kan elke conversatie afluisteren indien nodig. De directeur van een groot bedrijf gaf hem de opdracht om een jong koppel te volgen en af te luisteren. Samen met enkele collega's schaduwt hij het koppel op een druk stadsplein. Een straat verder wordt de conversatie in een bestelbus opgenomen.
Na de opdracht trekt Harry naar zijn afgelegen werkplaats. Zijn kantoor bevindt zich in een verlaten pand. Daar overloopt hij nauwkeurig de hele geluidsband en probeert hij de beste kwaliteit te creëren. Vervolgens belt hij naar zijn opdrachtgever: ze spreken af om de geluidsband en het geld voor deze opdracht uit te wisselen.
Harry is een eigenzinnig man: door zijn beroep weet hij beter dan wie ook dat je nergens veilig bent. In zijn appartement heeft hij wel een telefoon, maar niemand kent zijn nummer. Elke vorm van sociaal contact is verdacht en hij wil dan ook zo veel mogelijk alleen gelaten worden. Toch heeft Harry een vriendin. Maar zodra het meisje hem enkele vragen stelt en hetzelfde liedje zingt als de vrouw die hij net schaduwde, wordt hij achterdochtig en vertrekt hij.
In het bedrijf van zijn opdrachtgever ontmoet hij niet de directeur maar wel zijn rechterhand, de arrogante Martin Stett. Harry is bang dat de geluidsband in de verkeerde handen gaat belanden en dus weigert hij de tape af te geven. Wanneer Harry tijdens het verlaten van het gebouw in de gang wandelt, herkent hij de man en de vrouw die hij schaduwde in opdracht van de directeur.
Op een tentoonstelling van afluisterapparatuur merkt de zonderlinge Harry dat hij niet alleen is, ook de opdringerige Martin Stett is aanwezig. Harry maakt hem duidelijk dat hij de tapes enkel afgeeft aan de directeur zelf.
Na de tentoonstelling trekt hij met enkele collega's en een vrouw, die wel geïnteresseerd is in hem, naar zijn afgelegen werkplaats. Daar vertelt een van zijn vrienden iets over een vroegere opdracht, uit zijn periode in New York. Er vielen toen drie slachtoffers. Hij heeft die traumatische ervaring nog steeds niet verwerkt en hij vreest dat nu opnieuw hetzelfde gaat gebeuren als hij de geluidsband aan de directeur bezorgt. Harry wil niet dat zijn vriend nog vragen stelt of het verder vertelt. De vrienden laten hem achter, enkel de vrouw blijft bij Harry.
De volgende morgen ontdekt Harry, die in het pand bleef slapen, dat de vrouw weg is en zijn geluidsband gestolen is. Vervolgens krijgt hij telefonisch de opdracht om naar de directeur te komen met de foto's die hij gemaakt heeft van het koppel. Bovendien moest hij nog steeds betaald worden voor deze opdracht. In het kantoor merkt Harry een gefrustreerde directeur op, terwijl op de achtergrond de geluidsband wordt afgespeeld door Martin Stett. Op het bureau merkt hij een foto op van de directeur en zijn vrouw. Opnieuw herkent hij de vrouw die hij heeft afgeluisterd.
Op de geluidsband was duidelijk hoorbaar hoe het koppel een afspraak maakte. Ze zouden samenkomen op een hotelkamer in de buurt. Harry vreest dat de directeur ook naar het hotel zal gaan en het koppel gaat vermoorden. Harry wil niet nog meer moorden op zijn geweten en hij trekt ook naar het hotel. Hij neemt de kamer naast het koppel en hoort hoe er geschreeuwd wordt. Op het balkon ziet hij op de glazen wand tussen de twee kamers in dat de vrouw wordt aangevallen door iemand. Harry schrikt en rent zijn kamer in legt zich op zijn bed. Na enkele uren wordt hij wakker en neemt hij een kijkje in de kamer van het koppel. De kamer is volledig leeg en er valt niet meteen iets op te merken. Harry onderzoekt de badkamer en vindt geen sporen van bloed in de badkuip. Maar wanneer hij het toilet doorspoelt, stroomt er bloed en water uit het toilet.
De volgende dag ontdekt hij dat het koppel niet vermoord werd door de directeur, maar dat de directeur vermoord werd door het koppel. Harry trekt zich terug op zijn appartement en hoort hoe zijn telefoon rinkelt. Niemand kent zijn nummer en dus neemt hij voorzichtig de hoorn op: niemand antwoordt. Even later wordt er opnieuw gebeld. Hij vreest dat hij afgeluisterd wordt en hij gaat op zoek naar afluisterapparatuur, geheime microfoons, ...
Een paranoïde Harry breekt heel zijn appartement af maar vindt niets...

## Rolverdeling
| Acteur           | Personage                 |
| ---------------- | ------------------------- |
| Gene Hackman     | Harry Caul                |
| John Cazale      | Stan                      |
| Allen Garfield   | William P. 'Bernie' Moran |
| Frederic Forrest | Mark                      |
| Cindy Williams   | Ann                       |
| Michael Higgins  | Paul                      |
| Elizabeth MacRae | Meredith                  |
| Teri Garr        | Amy Fredericks            |
| Harrison Ford    | Martin Stett              |